# 北福克 (密蘇里州)
北福克（英語：North Fork）是位於美國密蘇里州門羅縣的非建制地區。

## 歷史
北福克的郵局於1836年設立，其後於1906年停運。

## 地理
北福克所處的海拔為高於海平面206米（即676英呎），而該地所採用的時區為UTC-6，即北美中部時區（CST）。同時該地設有夏令時間，為UTC-6調快一小時，即UTC-5（CDT）。